# Francs-tireurs et partisans – Main d’oeuvre immigrée

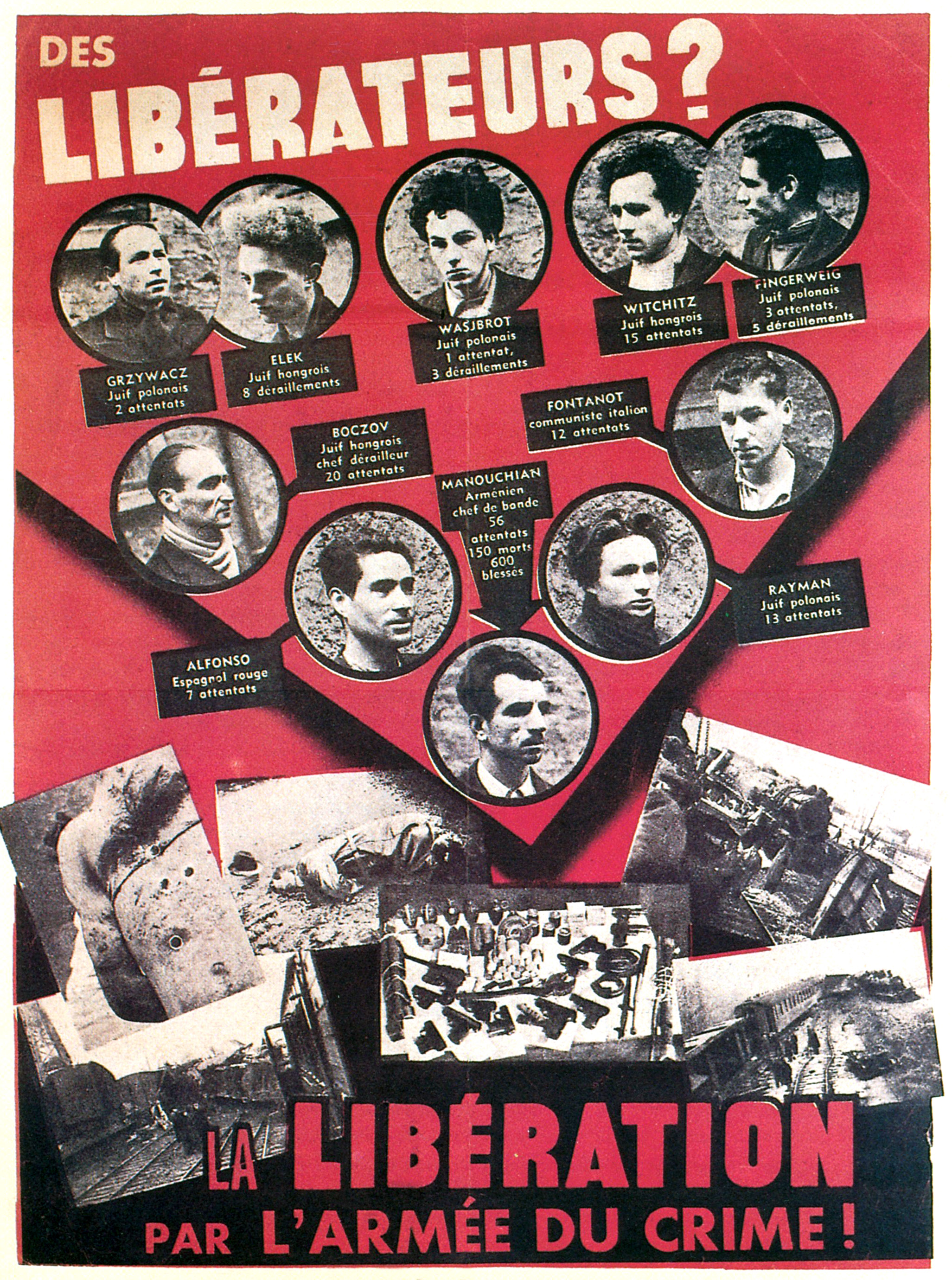
Czerwony afisz przedstawiający skazanych na śmierć bojowników FTP-MOI z grupy Missaka Manukiana

Les Francs-tireurs et partisans – main-d'œuvre immigrée (FTP-MOI, pol. Wolni Strzelcy i Partyzanci – Imigrancka Siła Robocza) – podziemna organizacja wojskowa francuskiego ruchu oporu. Podlegała kierownictwu Wolnych Strzelców i Partyzantów; jej członkami byli imigranci z różnych krajów osiedli we Francji przed II wojną światową. FTP-MOI prowadziła działalność partyzancką, dywersyjną i sabotażową w miastach oraz na liniach kolejowych o strategicznym znaczeniu.

## Dowódcy
- Ilio Barontini (Włoch) – do 1943 (wrócił do Włoch współorganizować partyzantkę PCI)[1]
- Ljubo Ilić (Jugosłowianin) ps. „Louis”[2]

## Zarys historii
Grupy FTP-MOI zaczęły powstawać w regionie paryskim w tym samym czasie, co same FTP, czyli w 1941, głównie z inspiracji Francuskiej Partii Komunistycznej. Do ich szeregów wstępowali w pierwszej kolejności członkowie imigranckich stowarzyszeń tworzonych przed wojną pod egidą komunistów (MOI), a od kwietnia-maja 1942 także imigranci dotąd niezwiązani z żadną organizacją polityczną. Jednostki te równocześnie podlegały przywództwu całości oddziałów FTP, jak i rozkazom Kominternu, przekazywanym przez Jacques’a Duclosa.
FTP-MOI działały przede wszystkim w Basenie Paryskim, gdzie przewodził im początkowo Boris Holban, następnie odsunięty za niesubordynację w połowie 1943 na rzecz Missaka Manukiana i przywrócony na stanowisko po egzekucji Manukiana w lutym 1944. Inne grupy imigranckie walczyły w Marsylii (Kompania Marata), Lyonie (Grupa Karmaniola-Wolność) i Tuluzie (35 Brygada).

## Struktura FTP-MOI
W skład FTP-MOI w okresie 1941-1944 wchodziły następujące oddziały partyzantki miejskiej:
- Tzw.  Grupa Manukiana – działająca w Paryżu jednostka dowodzona przez Józefa Epsteina i Missaka Manukiana złożona z imigrantów polskich, węgierskich, hiszpańskich, ormiańskich i innych, w tym wielu Żydów. Została rozbita poprzez serię aresztowań w listopadzie 1943, 23 jej członków zostało skazanych na śmierć i rozstrzelanych w forcie Mont Valérien, zaś jedna osoba (Olga Bancic) ścięta w Stuttgarcie. Oddział ten zyskał szczególną sławę dzięki kampanii czerwonych afiszy, za pomocą których hitlerowcy planowali zohydzić ruch oporu w oczach francuskiej ludności cywilnej, ukazując jednostki podziemnych wojsk jako bandę przybyłych z zagranicy kryminalistów.

- Kompania Marata – działająca w Marsylii.

- Grupa Karmaniola-Wolność – działająca w Lyonie i Grenoble, podzielona na dwie komórki: lyońską Karmaniolę i prowadzącą walkę w Grenoble Wolność. Liderem całości był Herbert Herz.

- 35 Brygada, następnie Brygada Marcela Langera – działająca w Tuluzie i okolicach pod dowództwem Marcela Langera. Otrzymała swoją pierwszą nazwę na cześć 35 dywizji Brygad Międzynarodowych, w której walczył jej pierwszy przywódca w czasach hiszpańskiej wojny domowej. Langer został aresztowany w lutym 1943 i skazany na śmierć w procesie, jaki miał miejsce w Tuluzie w końcu marca tego samego roku. Został stracony 23 lipca. Jeszcze w tym samym roku została rozbita reszta jednostki; 4 jej członków zostało rozstrzelanych, pozostali – deportowani do obozów koncentracyjnych poza Francją.